# Dehnsen
Dehnsen é uma aldeia e um dos três bairros que formam o município de Amelinghausen, no distrito de Lüneburg, estado de Baixa Saxónia, Alemanha.
Dehnsen fica ao norte da chamada Lüneburger Heide, isto é: a charneca de Lüneburg.